# Transport kolejowy w Namibii

Mapa sieci kolejowej Namibii

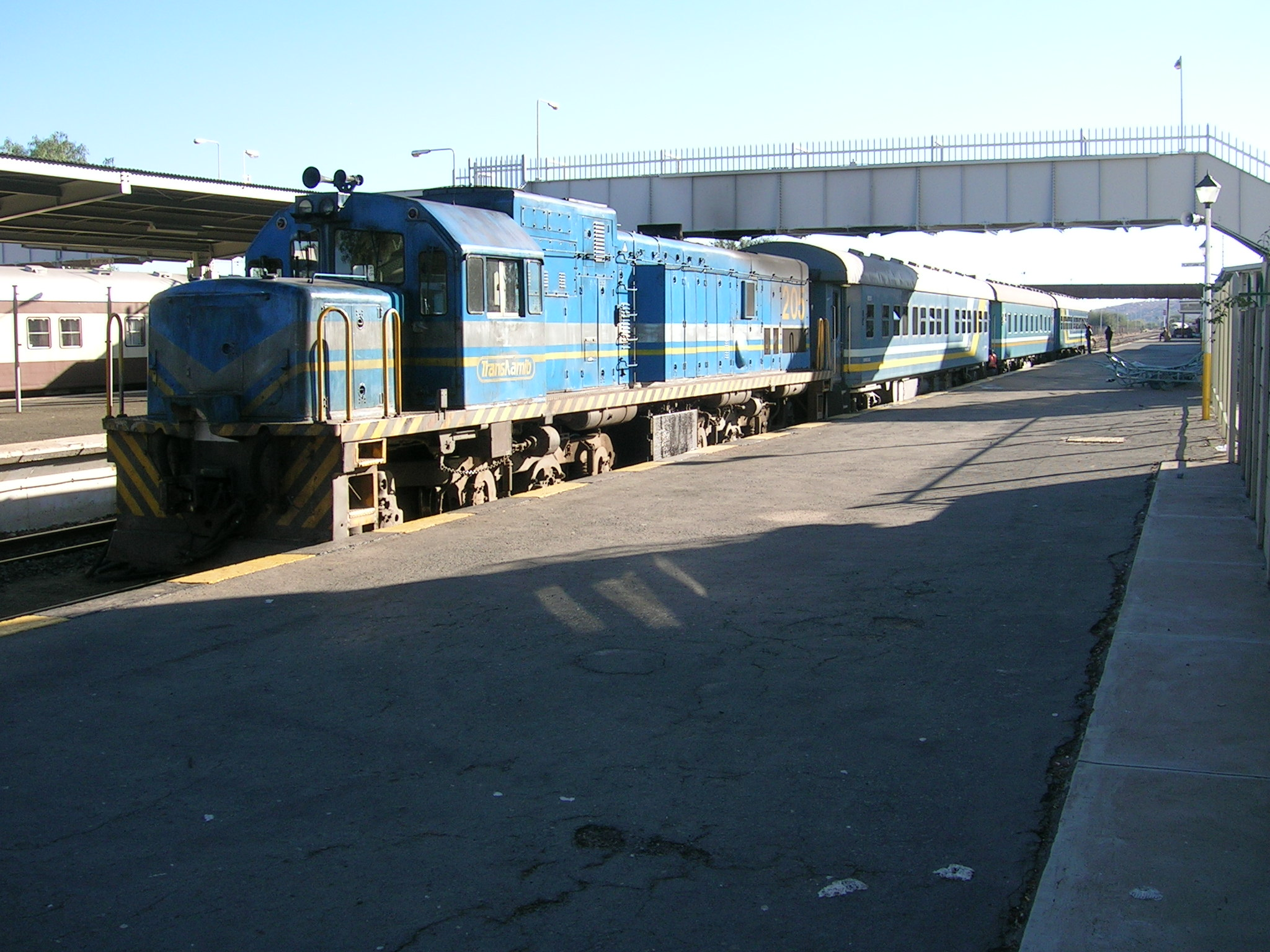
Pociąg osobowy na stacji kolejowej w Windhuk

Transport kolejowy w Namibii – system transportu kolejowego działający na terenie Namibii.
W Namibii istnieje 2628 km linii kolejowych. Linie mają przylądkowy wąski rozstaw szyn – 1067 mm. Państwowy przewoźnik to TransNamib.
Kolej jest głównym środkiem transportu towarów masowych, przesyłek i kontenerów w Namibii.

## Historia
Pierwsza linia kolejowa na terytorium obecnej Namibii (wówczas Niemiecka Afryka Południowo-Zachodnia) powstała w 1895 roku i połączyła Cape Cross z Swakopmund. Liczyła 21 km i posiadała rozstaw szyn 610 mm. Została zbudowana w celu transportu guana.
We wrześniu 1897 roku rozpoczęto budowę linii kolejowej Swakopmund – Windhuk. Pierwszy odcinek został oddany do użytku w 1899 roku, kiedy tory doprowadzono do Karibib. Budowa linii została ukończona w 1902 roku. Linia posiadała rozstaw szyn 610 mm i miała długość 382 kilometrów.
W 1899 roku otwarto też zbudowaną przez rząd brytyjski linię Walvis Bay – Swakopmund. Posiadała ona rozstaw szyn 610 mm.
W 1902 roku otwarto linię Windhoek – Kranzberg.
W 1906 roku otwarto linię Kranzberg – Otavi oraz Lüderitz – Aus.
W 1908 roku otwarto linię Otavi – Grootfontein oraz Aus – Seeheim.
W 1912 roku otwarto linię Karasburg – Windhuk.
W 1914 roku otwarto linię Kranzberg – Walvis Bay.
W latach 1910–1915 wszystkie linie przekuto na rozstaw szyn 1067 mm, który obowiązuje w Namibii do dziś.
W 1921 roku ukończono linię Otjiwarongo – Outjo.
W 1930 roku otwarto linię Windhuk – Gobabis.
W 2012 roku otwarto linię z Tsumeb do Oshikango na granicy z Angolą.

## Infrastruktura
Sieć kolejowa Namibii składa się z linii:
- Windhoek – Kranzberg(inne języki): długości 210 kilometrów, otwarta w 1902 roku
- Kranzberg(inne języki) – Walvis Bay: długości 201 kilometrów, otwarta w 1914 roku, w 1980 roku otwarto linię w nowym przebiegu
- Kranzberg(inne języki) – Otavi: długości 328 kilometrów, otwarta w 1906 roku
- Otavi – Grootfontein: długości 91 kilometrów, otwarta w 1908 roku
- Seeheim – Aus – Lüderitz: długości 318 kilometrów, na odcinku Lüderitz – Aus otwarta w 1906 roku, na odcinku Aus – Seeheim otwarta w 1908 roku
- (Upington –) Nakop(inne języki) – Windhuk: długości 869 kilometrów, na odcinku Karasburg – Windhuk was otwarta w 1912 roku, na odcinku Karasburg – Nakop – Uppington otwarta w 1915 roku
- Otjiwarongo – Outjo: długości 69 kilometrów, pierwszy 26-kilomtrowy odcinek powstał w 1914/1915, przedłużenie do Outjo otwarto w 1921 roku
- Windhuk – Gobabis: długości 228 kilometrów, otwarta w 1930 roku
- Tsumeb – Oshikango(inne języki): długości 367 kilometrów, otwarta w 2012 roku

## Planowane linie
W planach jest m.in.:
- Połączenie Oshikango z angolską siecią kolejową[7].
- Budowa linii Grootfontein – Katima Mulilo[4].